# Squamarina
Squamarina Poelt (obielec) – rodzaj grzybów z rodziny Stereocaulaceae. Ze względu na współżycie z glonami zaliczany jest do grupy porostów.

## Systematyka i nazewnictwo
Pozycja w klasyfikacji według Index Fungorum: Stereocaulaceae, Lecanorales, Lecanoromycetidae, Lecanoromycetes, Pezizomycotina, Ascomycota, Fungi.
Synonimy nazwy naukowej: Squammaria DC..
Nazwa polska według W. Fałtynowicza.

## Gatunki występujące w Polsce
- Squamarina cartilaginea (With.) P. James 1980 – obielec grubszy
- Squamarina concrescens (Müll. Arg.) Poelt 1958[4] – obielec zrosły
- Squamarina gypsacea (Sm.) Poelt 1958 – obielec gipsowy
- Squamarina lamarckii (DC.) Poelt 1958[4] – obielec Lamarcka
- Squamarina lentigera (Weber) Poelt 1958 – obielec rozetowy

Nazwy naukowe na podstawie Index Fungorum. Nazwy polskie według W. Fałtynowicza.